# Escola da Ponte
A Escola Básica da Ponte ou Escola da Ponte - Escola Básica Integrada de Aves/São Tomé de Negrelos, popularmente referida apenas como Escola da Ponte, é uma instituição pública de ensino, localizada em Vila das Aves e São Tomé de Negrelos, em Santo Tirso, no distrito do Porto, em Portugal, que proporciona aprendizagens a alunos do 1.º e 2.º Ciclo, dos 5 aos 14 anos, entre o 1.º e o 9.º ano, cujo método de ensino se baseia nas chamadas Escolas democráticas e numa educação inclusiva. Assim como será igualmente a primeira escola, no contexto histórico mundial, a exercer a chamada educação integral.
É a instituição de ensino que Rubem Alves se refere, em 2001, descrevendo-a no seu livro "A Escola com que Sempre Sonhei sem Imaginar que Pudesse Existir".
Faz parte integrante do chamado Movimento da Escola Moderna (MEM) alicerçado nas ideias pedagógicas do francês Célestin Freinet, e em 2002 era considerado, pelo presidente do referido movimento em Portugal, o único exemplo acabado dos seus princípios que são "uma escola democrática, para todos, em que se dá protagonismo ao aluno". Assim como segue igualmente muito do pensamento apresentado pelo brasileiro Paulo Freire.

Integra o "Projeto Fazer a Ponte" que defende, desde sempre, a promoção da autonomia e da consciência cívica dos alunos, privilegiando o seu progressivo envolvimento nas tarefas e na responsabilidade de gestão da escola. O estreito envolvimento da comunidade educativa na tomada de decisões, nomeadamente, na organização da escola e nos processos de aprendizagem, reforça a ideia de que a democraticidade e o respeito pelos interesses dos alunos sobre os demais intervenientes da ação educativa são princípios fulcrais deste projeto.
Hoje é um marco pedagógico de diferenciação do modelo de escola corrente, dito “tradicional” ou "convencional", e esta diferença é estudada, admirada e está a ser parcialmente adoptada um pouco por todo o Mundo, com especial destaque no Brasil.
Inserida no sistema público de ensino português, apesar da excelência comprovada por todas as inspecções e estudos, mesmo a nível mundial, o seu método de ensino tardou em ser aprovado e reconhecido pelo Ministério da Educação. Durante muito tempo, a escola da Ponte foi "ignorada" pelas autoridades, depois passou ser considerada por todas as instituições públicas nacionais como uma "referência" para um novo sistema de ensino que privilegie a Cidadania.
Este projecto surge em 1976 e foi liderado pelo pedagogo José Pacheco que entretanto, por sentir que estava num processo de conclusão e por o Ministério da Educação não ter permitido prosseguir a escola até ao 12.º ano, deixou-o entregue à gestão da própria comunidade local, conta com uma assembleia de estudantes, associação de pais, uma comunidade organizada e outras tantas acções e programas que culturalmente mantêm seu funcionamento, eliminando a função corrente de conselho directivo escolar.
No ano letivo 2015/16 tem apenas 230 alunos do pré-escolar ao 9.º ano.
O número de exames realizados não é muito expressivo, mas a posição da escola nos rankings das escola portuguesas oscila entre o lugar 214 no 4.º ano e o 1147 no 9.º ano. Os alunos são preparados para os exames tendo aulas mais tradicionais.

## Uma escola alternativa
É uma escola reconhecida mundialmente pelo seu projecto alternativo, pois desde 1977 que o lema desta escola é "tentar fazer crianças felizes" e baseia-se na autonomia dos alunos e professores, assim como, rompe o sistema padrão de seriação/ciclos adoptado pelas restantes instituições de ensino em Portugal e grande parte do mundo.
É uma escola com práticas educativas alternativas, desde 1976, que se afastam do modelo tradicional, embora se insiram num método de Ensino designado por indirecto.
Tem como máxima o ensinar a liberdade responsável e a solidariedade.
Assim como os alunos são educados para serem cidadãos, exercitando a cidadania. São chamados a praticar a democracia dentro da própria escola, como cidadãos autónomos. Na prática, tal como numa democracia directa, organizam assembleias gerais e debates para resolverem problemas de disciplina e outros entre eles. O aluno e mesmo o professor que desrespeitar as regras, predeterminadas por eles mesmos, é convidado, perante todos, a reflectir e pronunciar-se sobre seu comportamento dentro da escola.
O espaço é estruturado de modo que todos possam trabalhar com todos. Nenhum aluno é aluno de um professor só, nem um professor é professor só de alguns alunos.
A escola não tem paredes internas para separar os alunos de acordo com a idade ou série. Esses, por sua vez, se agrupam de acordo com a área de interesse a ser pesquisada, independente da faixa etária.
É uma escola sem turmas. Não existem salas de aula, no sentido tradicional, mas sim espaços de trabalho e de aprendizagem, onde são disponibilizados diversos recursos, como: livros, dicionários, gramáticas, internet, vídeos… ou seja, várias fontes de conhecimento.
Não há filas de carteiras, há mesas redondas. Não há aulas, há tempos. Não há disciplinas, há valências. Não há professores, há orientadores educativos. Não há diretor, há gestor.
Cada aluno programa o seu trabalho. Às quartas-feiras, os alunos reúnem-se em redor do seu tutor e preenchem um plano de quinzena. O tutor é quem acompanha de forma individual e permanente o percurso curricular de cada aluno.
A aprendizagem desenvolve-se em pequenos grupos de alunos com interesse comum por um assunto que se reúne com um professor ou orientador e, todos juntos, estabelecem um programa de trabalho de 15 dias. O professor dá orientação sobre o que as crianças devem pesquisar e onde e, ao fim de 15 dias, elas fazem uma avaliação do que aprenderam. Se os resultados forem positivos e conclusivos, o grupo dissolve-se e é formado outro para estudar uma nova matéria.
Trabalha segundo uma lógica de projecto e de equipa, estruturando-se a partir das interacções entre os seus membros e a comunidade. Onde inclusivamente as crianças que sabem são incentivadas, por meios criados pela escola, para ensinar as crianças que não sabem.

## Histórico
A instituição surgiu na década de 1970, do desejo de se fazer uma escola que respeitasse as diferenças individuais dos alunos.
Em 1976, as respostas a algumas interrogações deram origem a profundas mudanças na organização da escola, na relação entre ela, na instituição, e os encarregados de educação dos alunos e nas relações estabelecidas com diferentes parceiros locais.
Em 2000, esta escola adquiriu a classificação de ecoescola — exibindo na fachada uma bandeira azul da Europa —, um galardão a premiar o exemplo que representam ao nível da sensibilização para a preservação ambiental.
A Secretária de Estado da Educação, Prof.ª Mariana Torres Cascais, por Despacho Interno de 26 de Março de 2003, deliberou a celebração de um protocolo a contratualizar com a Faculdade de Psicologia e de Ciências da Educação da Universidade de Coimbra “tendo em vista a elaboração de um estudo de avaliação do projecto educativo da Escola Básica Integrada das Aves/S. Tomé de Negrelos”. Esse trabalho foi concluído em Junho do mesmo ano e cujos resultados foram não só positivos como provaram a excelência de ensino apresentando os valores atingidos pelos alunos superiores comparativamente às médias à escala regional e à escala nacional.
Apesar disso, da Comissão de Avaliação Externa ter elogiado a Escola da Ponte e recomendar obras de alargamento para dar continuidade ao projeto, o referido ministério ignorou o parecer, rejeitando a continuação do 3.º ciclo, através de um novo despacho em Julho. Tal foi confirmado pelo ministro da Educação, David Justino, em reunião em conjunto com uma descontente associação de pais.
Em 14 de Fevereiro de 2005 assinou o contrato de autonomia com o Ministério da Educação e foi o primeiro do País para uma escola pública de ensino não-superior.
Integrou um dos dez estabelecimentos de ensino europeus seleccionados para o "Guia de Experiências Inovadoras", que foi lançado a 18 de Junho de 2006, em Barcelona, pelos seus bons exemplos de combate ao insucesso e abandono escolares.
Em 30 de Setembro de 2008 foi aí apresentado o livro Escola da Ponte - Formação e Transformação em Educação, da autoria do José Pacheco, que já estava a morar no Brasil mas conhecia-o bem pois tinha sido reformador deste sistema de ensino e aqui referido por isso.
Em 4 de Junho de 2012 recebe um grupo de trabalho dos currículos, integrado na Comissão de Educação Ciência e Cultura da Assembleia da República.
Na avaliação externa de 2013, feita pela Inspeção Geral da Educação e Ciência, a Escola da Ponte tirou muito bom em todos os itens. Destacou "o excelente clima e ambiente educativos", "o trabalho colaborativo entre os alunos" e "a participação ímpar dos pais e encarregados de educação e dos alunos na vida do projeto".

## Cronologia
- 1976 - a instituição conta com cinco pólos escolares (escolas primárias e jardim de infância);
- 1980 - inaugurado um novo edifício (tipologia: escola de área aberta, tipo P3);
- 1997 - início do processo de autonomização relativamente ao Ministério da Educação – Agrupamento de Escolas;
- 2001 - indicação como "Escola Básica Integrada" (em princípio até ao 9º ano);
- 2005, Fevereiro – Firmado Contrato de Autonomia com o Ministério da Educação (única instituição a ter esse estatuto, durante muitos anos, no país);
- 2005-2006 - Escola Básica Integrada – até ao 9º ano de escolaridade (3º Ciclo)

## Estrutura
A sua estrutura organizativa, desde o espaço, ao tempo e ao modo de aprender exige uma maior participação dos alunos tendo como intencionalidade a participação efetiva destes em conjunto com os orientadores educativos, no planeamento das atividades, na sua aprendizagem e na avaliação.
As crianças e os adolescentes compartilham o mesmo espaço físico, um grande galpão, muito bem estruturado para pesquisa e de fácil acesso aos alunos.
A escola encontra-se numa área aberta. Os alunos formam grupos heterogêneos, não estando classificados, agrupados ou distribuídos por turmas nem por anos de escolaridade que, na prática, não existem. Não há salas de aula mas sim espaços de trabalho, onde não existem lugares fixos. Essa subdivisão foi substituída, com vantagens, pelo trabalho em grupo heterogéneo de alunos. Do mesmo modo, não há um professor encarregue de uma turma ou orientador de um grupo.
Em vez disso, todos os alunos trabalham com todos os orientadores educativos e de acordo com os níveis de progressão tanto ao nível das competências  académicas  quanto  comportamentais.
Assim escola está organizada por 3 núcleos:
- Iniciação
- Consolidação
- Aprofundamento

Dentro desses núcleos, os alunos estão subdivididos por grupos, organizados, no início do ano lectivo, de acordo com as suas preferências. Depois de organizados, os grupos escolhem um professor tutor, o que dá origem a uma tutoria, um grupo constituído pelos alunos e pelo professor.
Os orientadores estão organizados por dimensões:
- Artística
- Identitária
- Linguística
- Lógico-matemática
- Naturalista
- Pessoal e Social

## Instrumentos pedagógicos
- Definição dos Direitos e Deveres - Os alunos decidem democraticamente, na Assembleia de Alunos, os direitos e deveres que consideram fundamentais para o funcionamento da escola.[32]
- Assembleia de Alunos - atividade que reúne todos os alunos, na qual são discutidas, analisadas e votadas medidas para o dia a dia na escola, de forma democrática, solidária, respeitando as regras e visando o bem comum.[33][34]
- Comissão de Ajuda - é formada por seis alunos nomeados para resolver os problemas mais graves colocados na Assembleia. Três desses alunos são escolhidos pelos membros da mesa da Assembleia Geral e outros três pelos professores. As decisões dessa Comissão guiam-se pelos direitos e deveres definidos pelos alunos, que se comprometeram a respeitar o estabelecido.
- Debate - tem caráter mais informal que as Assembleias e acontece sempre que necessário.
- Biblioteca - ocupa o espaço comum, da área aberta da Escola, e serve como espaço de encontro e de pesquisa.
- Acho bem / Acho mal - Nas salas, existe um dispositivo pedagógico que consiste  numa  folha  afixada  na  parede  onde  os  alunos  podem  escrever  aquilo  que acharam bem e aquilo que acharam mal.[31]
- Caixinha dos Segredos - Local onde os alunos podem colocar, por escrito por carta, tudo aquilo que querem transmitir de forma privada, tais como sugestões e propostas. Depois será a "Comissão de Ajuda" entrega as cartas aos destinatários, e faz um levantamento das sugestões e propostas.[31]
- Comissão de ajuda - Os alunos da comissão de ajuda recolhem as folhas com os “Acho bem / Acho mal” e o que está na "Caixinha dos Segredos" e fazem uma reunião, uma vez por semana, à hora do almoço, para pensarem na forma de resolver os problemas. Depois, vão ter com os colegas envolvidos nos problemas, durante os intervalos, e conversam com eles até chegaram a uma solução. Se não conseguirem chegar a uma solução, colocam o assunto à assembleia para que seja discutido pela escola toda. Mas, como afirmam com orgulho, essa situação quase nunca se verifica. Regra geral, a comissão de ajuda consegue resolver os assuntos com os colegas envolvidos.[31]
- Eu Já Sei - faz parte do objetivo de desenvolver a autonomia dos alunos, partindo do processo de auto-avaliação. Sempre que um aluno se sente preparado para ser avaliado, solicita a avaliação escrevendo o seu nome numa lista. Só então esta avaliação se processa, no dia seguinte. Caso o professor considere que o aluno não estava preparado, orienta-o no sentido de procurar mais informação e corrigir os seus erros. Quando termina este trabalho, o aluno solicita nova avaliação.
- Eu Preciso de Ajuda - a criança é estimulada a buscar todas as fontes possíveis de informação que estão a seu alcance antes de pedir ajuda (pares, grupos, livros, internet). Esgotadas todas as possibilidades, o aluno pode escrever seu nome numa das listas dispostas em diversos locais da escola. Posteriormente, um professor organiza pequenos grupos de estudo para esclarecer o assunto com quem tem dúvidas.
- Professor Tutor - o professor tutor acompanha de perto um grupo reduzido de alunos, dos quais monitoriza o trabalho individualmente e faz reuniões sistemáticas uma vez por semana, mantendo também um contato direto e frequente com os encarregados de educação.
- Grupos de responsabilidade - cada aluno e os orientadores educativos são responsáveis por algum aspecto do funcionamento da escola. Os grupos de responsabilidade reúnem-se uma vez por semana para resolverem alguns assuntos ou estruturarem um aspeto fundamental do dia a dia da escola. Algumas das responsabilidades atribuídas aos grupos são:
  - 5 R's;
  - Arrumação e Material Comum;
  - Assembleia e Comissão de Ajuda;
  - Biblioteca;
  - Terrário Jardim;
  - Comenius;
  - Computadores e Música;
  - Correio e Visitas na Ponte;
  - Datas e Eventos;
  - Jogos de Mesa e Recreio Bom;
  - Jornal;
  - Murais
  - Solidariedade;

## Associação de pais
No início de cada ano letivo, são eleitos os representantes dos Encarregados de Educação da Escola da Ponte, que organizam reuniões semanais de debate sobre a escola.